# 36. San-marinesisches Kabinett
Das 36. Kabinett regiert San Marino seit dem 27. Dezember 2016.
Das Wahlbündnis adesso.sm, bestehend aus den Listen Repubblica Futura (RF), Sinistra Socialista Democratica (SSD) und CIVICO 10 (C10), wurde am 30. September 2016 gegründet. Bei der vorgezogenen Parlamentswahl am 20. November 2016 erreichte keine der angetretenen Koalitionen eine absolute Mehrheit der Stimmen oder der Sitze. Bei der dadurch nötigen Stichwahl am 4. Dezember erhielt adesso.sm 57,84 % der abgegebenen Stimmen und 35 der 60 Sitze im Consiglio Grande e Generale.
Das Kabinett (Congresso di Stato) wurde am 27. Dezember 2016 vom Parlament gewählt. Es umfasst 7 Minister (Segretario di Stato).

## Liste der Minister
Die san-marinesische Verfassung kennt keinen Regierungschef, im diplomatischen Protokoll nimmt der Außenminister die Rolle des Regierungschefs ein.
| Amt                       | Minister           | Partei | Amtszeit               |
| ------------------------- | ------------------ | ------ | ---------------------- |
| Auswärtiges und Justiz    | Nicola Renzi       | RF     | seit 27. Dezember 2016 |
| Inneres                   | Guerrino Zanotti   | SSD    | seit 27. Dezember 2016 |
| Finanzen                  | Simone Celli       | SSD    | seit 27. Dezember 2016 |
| Industrie und Arbeit      | Andrea Zafferani   | C10    | seit 27. Dezember 2016 |
| Territorium und Tourismus | Augusto Michelotti | SSD    | seit 27. Dezember 2016 |
| Gesundheit                | Franco Santi       | C10    | seit 27. Dezember 2016 |
| Bildung                   | Marco Podeschi     | RF     | seit 27. Dezember 2016 |

### Bemerkungen
1. ↑  Segretario di Stato agli Affari Esteri,  Affari Politici e Giustizia
2. ↑  Segretario di Stato agli Affari Interni, Funzione Pubblica, Rapporti con le Giunte, Semplificazione Normativa, Affari Istituzionali e Delega alla Pace
3. ↑  Segretario di Stato alle Finanze, Bilancio, Poste, Trasporti, Programmazione Economica
4. ↑  Segretario di Stato per l'Industria, Artigianato e Commercio, Lavoro, Cooperazione, Telecomunicazioni
5. ↑  Segretario di Stato al Territorio e Ambiente, Agricoltura, Turismo, Protezione Civile, Rapporti con l’A.A.S.L.P., Politiche Giovanili
6. ↑  Segretario di Stato per la Sanità e Sicurezza Sociale, Pari Opportunità, Previdenza e Affari Sociali
7. ↑  Segretario di Stato per l’Istruzione, Cultura e Università, Ricerca, Informazione, Sport, Innovazione Tecnologica e Rapporti con l’A.A.A.S.